# كاترين ويتني
كاترين ويتني (بالإنجليزية: Catherine Whitney)‏ هي عازفة الجاز ومغنية أمريكية، ولدت في 24 مايو 1954.

## وصلات خارجية
- الموقع الرسمي
- كاترين ويتني على موقع ميوزك برينز (الإنجليزية)